# Max Heinzer
Max Heinzer (Lucerna, 7 de agosto de 1987) es un deportista suizo que compite en esgrima, especialista en la modalidad de espada.
Ganó seis medallas en el Campeonato Mundial de Esgrima entre los años 2011 y 2019, y once medallas en el Campeonato Europeo de Esgrima entre los años 2009 y 2022.
En los Juegos Europeos de Cracovia 2023 consiguió una medalla de plata en la prueba por equipos.
Participó en tres Juegos Olímpicos de Verano, entre los años 2012 y 2020, ocupando el sexto lugar en Río de Janeiro 2016 y el octavo en Tokio 2020, en la prueba por equipos. Fue el abanderado de Suiza en la ceremonia de apertura de los Juegos de Tokio 2020.

## Palmarés internacional
| Campeonato Mundial | Campeonato Mundial      | Campeonato Mundial | Campeonato Mundial |
| Año                | Lugar                   | Medalla            | Prueba             |
| ------------------ | ----------------------- | ------------------ | ------------------ |
| 2011               | Catania (Italia)        | Medalla de bronce  | Espada por equipos |
| 2014               | Kazán (Rusia)           | Medalla de bronce  | Espada por equipos |
| 2015               | Moscú (Rusia)           | Medalla de bronce  | Espada por equipos |
| 2017               | Leipzig (Alemania)      | Medalla de plata   | Espada por equipos |
| 2018               | Wuxi (China)            | Medalla de oro     | Espada por equipos |
| 2019               | Budapest (Hungría)      | Medalla de bronce  | Espada por equipos |
| Juegos Europeos    |                         |                    |                    |
| Año                | Lugar                   | Medalla            | Prueba             |
| 2023               | Cracovia (Polonia)      | Medalla de plata   | Espada por equipos |
| Campeonato Europeo |                         |                    |                    |
| Año                | Lugar                   | Medalla            | Prueba             |
| 2009               | Plovdiv (Bulgaria)      | Medalla de plata   | Espada por equipos |
| 2011               | Sheffield (Reino Unido) | Medalla de bronce  | Espada individual  |
| 2012               | Legnano (Italia)        | Medalla de oro     | Espada por equipos |
| 2012               | Legnano (Italia)        | Medalla de bronce  | Espada individual  |
| 2013               | Zagreb (Croacia)        | Medalla de oro     | Espada por equipos |
| 2014               | Estrasburgo (Francia)   | Medalla de oro     | Espada por equipos |
| 2014               | Estrasburgo (Francia)   | Medalla de bronce  | Espada individual  |
| 2015               | Montreux (Suiza)        | Medalla de plata   | Espada individual  |
| 2015               | Montreux (Suiza)        | Medalla de bronce  | Espada por equipos |
| 2016               | Toruń (Polonia)         | Medalla de plata   | Espada individual  |
| 2022               | Antalya (Turquía)       | Medalla de bronce  | Espada individual  |